# Until the End of the World (colonna sonora)
Until the End of the World è la colonna sonora del film omonimo del 1991 diretto dal regista Wim Wenders (in Italia immesso nel circuito cinematografico con il titolo Fino alla fine del mondo).
È stata pubblicata su album dalla Warner Bros. e include brani di autori vari di genere pop, rock ed alternative rock anche se sono presenti frammenti di musica classica sostenuti dal suono di violoncelli che contribuiscono a enfatizzare il clima dark del film.
Alla realizzazione del disco hanno contribuito anche il cantautore canadese Daniel Lanois e il compositore e musicista Angelo Badalamenti, autore anche delle musiche del serial televisivo I segreti di Twin Peaks. Altri artisti presenti con propri brani nell'album sono i Talking Heads, i R.E.M., i Depeche Mode, Nick Cave, Patty Smith, Elvis Costello, Lou Reed e Neneh Cherry.
La canzone omonima che dà il titolo alla colonna sonora - distribuita sia in CD che in vinile - è eseguita dal gruppo musicale degli U2 ed era stata precedentemente inclusa, in una differente versione, nel disco Achtung Baby; le altre composizioni sono invece originali e sono state scritte ed eseguite appositamente come commento al clima visionario ed apocalittico del film. Alcune di esse sono state poi inserite in dischi greatest hits degli stessi interpreti.

## Critica
Until the End of the World è considerato uno dei maggiori album di musica rock ed una delle più riuscite colonne sonore degli anni novanta. Sul mercato discografico italiano, la colonna sonora - giunta al seguito del film - venne accolta nel complesso positivamente dalla critica, che salutò l'operazione editoriale come una summa di quanto il rock era stato in grado di produrre fino ad allora e di ciò che sarebbe stato nella condizione di presentare negli anni seguenti.
Se da un lato veniva rimarcata un'eccessiva decadenza nei suoni ed un'atmosfera eccessivamente languida di alcuni brani (in particolare il recupero di un vecchio brano dei Kinks ed un uso delle chitarre elettriche che rimandavano al miglior Jimi Hendrix degli anni sessanta), che andava a stridere con l'impronta marcatamente rock futuribile  (da interpretare per l'anno 1999) che l'album pretendeva di imporre, dall'altro si sottolineava come - in una sorta di apoteosi rock - non sarebbe stato altrimenti possibile radunare tutti insieme i musicisti che costituivano il gotha della musica rock dell'epoca.

## Significato del brano-guida
Il brano Until the End of the World, che dà il titolo alla colonna sonora, è stato pubblicato dal gruppo degli U2 poco tempo prima dell'uscita del film all'interno dell'album Achtung Baby. La canzone - che determina fin dal titolo il carattere apocalittico dell'opera del regista Wenders - ha un significato profondo e per molti aspetti controverso, a seconda delle interpretazioni che gli possono essere conferite. Può essere inteso, nella sostanza, come una sorta di ipotetica conversazione fra Gesù Cristo e Giuda Iscariota.
La prima strofa tratta dell'Ultima cena, mentre la seconda si riferisce al tradimento, con un bacio, che Giuda stesso opera ai danni di Gesù nell'Orto dei Getsemani. Il terzo e ultimo verso riguarda il suicidio di Giuda travolto dal senso di colpevolezza e da un profondo stato di tristezza.

La canzone è una fra le maggiormente eseguite in concerto dagli U2 fin dai tempi del debutto
dello Zoo TV Tour che servì da lancio al disco Achtung Baby.

## Tracce
La colonna sonora, e il relativo CD, consistono di diciannove tracce; la versione su vinile ne conta invece dodici (mancano l'introduzione e il finale, oltre ad alcuni incisi e ai brani di Patti Smith, Can e T-Bone Burnett). Tra parentesi è indicato il compositore del brano ed, eventualmente, l'esecutore:
1. Graeme Revell: Opening Theme (Revell, David Darling) – 1:59
2. Talking Heads: Sax and Violins (David Byrne, Chris Frantz, Jerry Harrison, Tina Weymouth) – 5:18
3. Julee Cruise: Summer Kisses, Winter Tears (Jack Lloyd, Ben Weisman, Fred Wise) – 2:37
4. Neneh Cherry: Move With Me (Dub) (Cherry, Cameron McVey) – 2:58
5. Crime and the City Solution: The Adversary (Bronwyn Adams, Simon Bonney, Chris Haas, Alexander Hacke, Mick Harvey, Thomas Stern) – 5:32
6. Lou Reed: What's Good (Reed) – 5:07
7. Can: Last Night Sleep (Malcolm Mooney, Jaki Liebezeit, Michael Karoli, Irmin Schmidt) – 3:35
8. R.E.M.: Fretless (Bill Berry, Peter Buck, Mike Mills, Michael Stipe) – 4:49
9. Elvis Costello: Days (brano di Ray Davies dei Kinks) – 4:49
10. Graeme Revell: Claire's Theme (Revell, David Darling)  – 0:51
11. Nick Cave and the Bad Seeds: (I'll Love You) Till the End of the World (Nick Cave) – 4:38
12. Patti Smith e Fred Sonic Smith: It Takes Time (Smith, Smith) – 5:00
13. Depeche Mode: Death's Door (Martin Lee Gore) – 3:53
14. Graeme Revell: Love Theme (Revell, David Darling) – 0:45
15. Jane Siberry and k.d. lang: Calling All Angels (Siberry) – 5:11
16. T-Bone Burnett: Humans from Earth (Burnett) – 3:07
17. Daniel Lanois: Sleeping in the Devil's Bed (Lanois) – 3:50
18. U2: Until the End of the World (Bono, The Edge, Adam Clayton, Larry Mullen Jr.) – 4:33
19. Graeme Revell: Finale (Revell, David Darling)  – 0:58

## Musiche aggiuntive
Until the End of the World è, in ordine di tempo, la terza colonna sonora che accompagna - emanando luce propria - film di Wim Wenders. Antecedentemente a questa, la Warner Bros. aveva pubblicato nel 1985 il commento sonoro a Paris, Texas e due anni dopo, nel 1987, la casa discografica francese Milan quello a Il cielo sopra Berlino.
Nel primo disco figuravano blues e brani della tradizione statunitense mentre nel secondo faceva capolino la musica d'avanguardia di Nick Cave e dei Crime and the City Solution, ma anche quella di Laurie Anderson, oltre quella originale di Jürgen Knieper.
A questi due lavori va aggiunto, nel contesto del rapporto privilegiato fra Wenders e la musica rock, il sonoro del sountrack al primo documentario da lui girato nel 1970 - Summer in the City - dedicato all'attività artistica del gruppo britannico dei Kinks.

Anche la filmografia successiva di questo regista ha poi goduto di specifiche cure riguardo al commento sonoro fino agli esiti migliori registrati nel documentario Buena Vista Social Club.
Ulteriori brani musicali inseriti nel film che non figurano nella colonna sonora sono dovuti ai seguenti artisti:
- Peter Gabriel: Blood of Eden (nella versione standard che appare nell'album Us del 1992; una versione speciale mixata per Until the End of the World è stata inserita nel disco Blood of Eden del 1993)
- Robbie Robertson: Breakin' the Rules (figura nell'album Storyville del 1991)
- Neneh Cherry: Move With Me (figura nell'album Homebrew del 1993)
- U2: Until the End of the World (l'album della colonna sonora comprende una seconda versione della canzone caratterizzata da una differente introduzione e con una maggiore parte percussiva. La versione usata nel film è quella inclusa nell'album  Achtung Baby)
- Gondwanaland: Lagoons (figura nel loro album Wide Skies del 1992)
- Boulevard of Broken Dreams: Travelin' Light (figura nell'album It's the Talk of the Town and Other Sad Songs del 1985)
- Chubby Checker: The Twist
- Elvis Presley: Summer Kisses, Winter Tears (già compresa nella compilation del 1965 Elvis for Everyone)
- Laurent Petitgand: La Vieil Homme De La Mer

Alcune sequenze del film di Wenders sono accompagnate da musica etnica africana o di origine australe proveniente da due collezioni: Centrafrique: Anthologie de la musique des Pygmées Aka, del 1978, e Les Aborigènes: Chants et danses de l'Australie du nord, del 1980:
- Galkan, da Chants et Danses de L'Australie du Nord
- Berceuse, da Anthologie de la Musique des Pygmées Aka
- Nze-Nze-Nze da Anthologie de la Musique des Pygmées Aka
- Kulu-Kulu da Anthologie de la Musique des Pygmées Aka

## Classifica
Album
| Classifica 1992 | Posizione |
| --------------- | --------- |
| US Billboard    | 114       |

## Distribuzione
| Anno | Etichetta            | Formato | Catalogo |
| ---- | -------------------- | ------- | -------- |
| 1991 | Warner Bros. Records | CD      | 2-26707  |